# Carpentras
Carpentras település Franciaországban, Vaucluse megyében. Lakosainak száma 30 854 fő (2022. január 1.). Carpentras Aubignan, Loriol-du-Comtat, Monteux, Pernes-les-Fontaines, Mazan, Caromb és Saint-Hippolyte-le-Graveyron községekkel határos.

## Népesség
A település népességének változása:
| Lakosok száma | 28 422 | 28 699 | 29 498 | 28 309 | 28 798 | 29 236 | 29 865 | 30 769 | 30 854 |
|               | 2013   | 2015   | 2016   | 2017   | 2018   | 2019   | 2020   | 2021   | 2022   |